# Pürgg-Trautenfels
Pürgg-Trautenfels è stato un comune austriaco nel distretto di Liezen, in Stiria. È stato soppresso il 31 dicembre 2014 e dal 1º gennaio 2015 le sue frazioni di Pürgg, Trautenfels, Unterburg, Untergrimming e Zlem sono state aggregate al comune di Stainach-Pürgg assieme all'altro comune soppresso di Stainach.